# شهرستان ترل (تگزاس)
شهرستان ترل، تگزاس (به انگلیسی: Terrell County, Texas) یک سکونتگاه مسکونی در ایالات متحده آمریکا است که در تگزاس واقع شده‌است.

## خصوصیات
شهرستان ترل ۶٬۱۰۷٫۲۳ کیلومترمربع مساحت دارد.